# Комінтернівська сільська рада (Волчихинський район)
Комінте́рнівська сільська рада (рос. Коминтерновский сельский совет) — сільське поселення у складі Волчихинського району Алтайського краю Росії.
Адміністративний центр та єдиний населений пункт — селище Комінтерн.

## Населення
Населення — 356 осіб (2019; 445 в 2010, 503 у 2002).